# Ford RS200

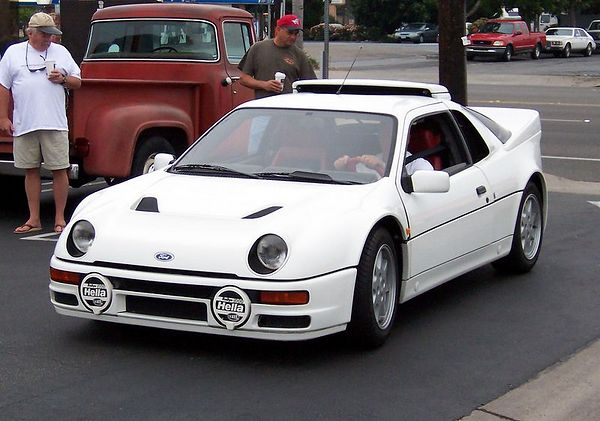
De Ford RS200

De Ford RS200 is een rallyauto, die halverwege de jaren tachtig door Ford werd ontwikkeld. De auto was gebaseerd op de toen dominante Groep B klasse in de rallysport, waar Ford met de RS200 in deelnam. De auto werd van 1984 tot en met 1986 gebouwd, en is ontworpen volgens de regels van de FIA, waar 200 geproduceerde modellen nodig waren voor homologatie.

## Geschiedenis
Na het wereldkampioenschap rally seizoen van 1979 trok Ford, toentertijd met de Escort MKII, zich terug uit het kampioenschap, om zich bezig te gaan houden met de ontwikkeling van een Groep B rallyauto. Deze klasse zou in 1983, gezamenlijk met Groep A en Groep N, van kracht worden in de rallysport als vervanger van de Groep 2 en 4 modellen. Ford koos op dat moment voor een turbo aangedreven variant, wederom met achterwielaandrijving, onder de naam RS1700T. De ontwikkeling erkende echter veel problemen en Ford moest in 1983 met frustratie het project stopzetten, waardoor een Groep B entrée niet mogelijk was. Een groot deel van de delegatie van Ford, onder leiding van Stuart Turner, wilde echter na dit mislukte project Groep B niet afschrijven, en kozen ervoor om een nieuwe auto te gaan ontwikkelen, nu puur bedoeld voor de rallysport. Ze kozen deze keer voor een vierwielaangedreven model om hiermee de competitie aan te gaan met Audi en Peugeot, die zich in deze vorm al hadden bewezen.

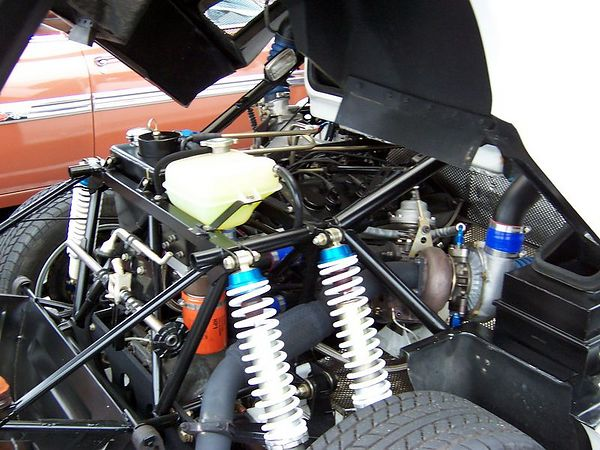
De centraal geplaatste motor en ophanging in de Ford RS200

De auto had een vrij uniek ontwerp ontwikkeld door Ghia, waar vrijwel de gehele carrosserie bestond uit plastic/glasvezel. Verder had de auto een centraal geplaatste motor en vierwielaandrijving. Voor een juiste gewichtverhouding werd de transmissie voorin geplaatst, echter zorgde dit voor een complexe situatie waar alle kracht door de centraal geplaatste motor werd gedistrubiteerd naar de voorwielen, om dit vervolgens weer terug te drijven naar achteren. Het chassis werd ontworpen door Tony Southgate, een voormalig ontwerper in de Formule 1, met behulp van John Wheeler, voorheen ook werkzaam in die andere discipline. Een dubbele nokkenas met ook dubbele schokdempers op alle vier de wielen hielp de handeling van de auto en werd gezien als een groot voordeel ten opzichte van menig concurrentie. De kracht kwam uit een 1.8 liter, turbo aangedreven Ford / Cosworth BDT motor die zo'n 250 pk produceerde, terwijl de rallyversie tot een maximum van 450 pk kwam. Hoewel de auto vooral door zijn goede balans veel potentie had, was het verschil van kracht in verhouding met gewicht te klein, waar ook de motor slechts tot een laag toerental raakte, wat leidde tot een moeilijk bestuurbare auto die ook minder competitief was dan voorheen gedacht.
De auto maakte zijn competitieve debuut in 1985. Het WK-debuut kwam tijdens de Rally van Zweden in 1986, met rijders Stig Blomqvist en Kalle Grundel. Grundel reed de auto uiteindelijk naar een verdienstelijke derde plaats in de eindstand. Achteraf het beste resultaat van de RS200 op WK-gebied. Tijdens de volgende ronde in Portugal kwam er echter een grote schaduw over de toekomst van de RS200, en Groep B in het algemeen. Derde rijder bij Ford en lokale held Joaquim Santos, verloor de macht over het stuur nadat hij toeschouwers moest ontwijken die zich, karakteristiek voor die tijd en plaats, op de weg hadden gepositioneerd. Met deze manoeuvre belandde hij langs de weg en kwam in het publiek terecht, waar drie mensen de dood vonden en tientallen gewonden vielen. Dit ongeluk was het begin van een kettingreactie, wat er toe leidde dat de FIA de Groep B klasse ingaand vanaf het seizoen van 1987 verbood voor verdere competitie. De RS200 heeft daarom slechts vier WK-optredens ondernomen. De RS200 kwam door toedoen van Ford PR manager Jan Hoberg en navigator André Schoonenwolf in 1986 ook aan de start in het Nederlands Rallykampioenschap met equipe Stig Andervang-Anja Lieuwma. Het Ford team werd kampioen, Andervang kwam met Schoonenwolf ook nog aan de start van de Himalaya Rally 1986.

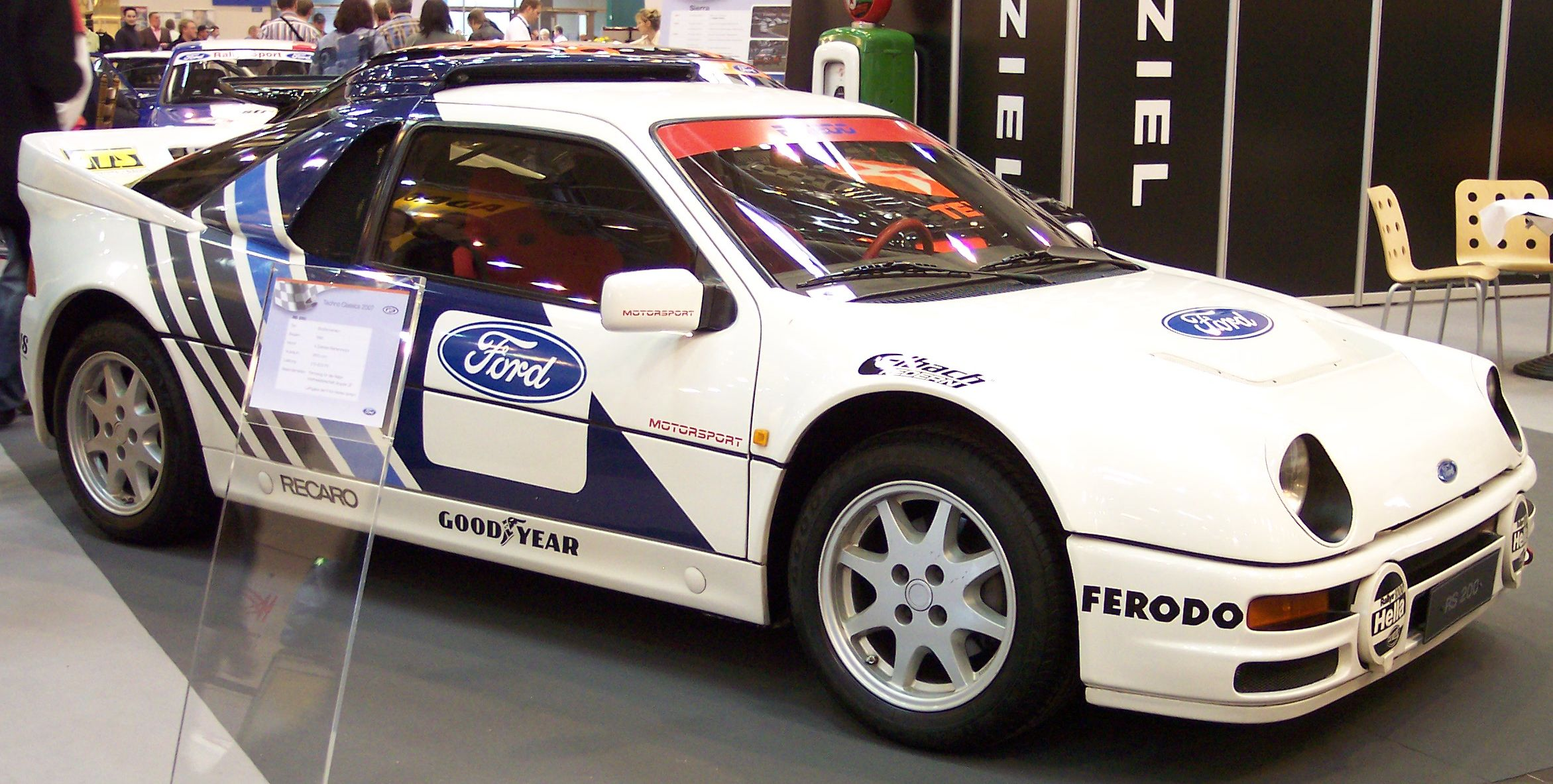
De rallyversie van de RS200

Voor 1987 werd een tweede evolutie van de RS200 geproduceerd, waar gesproken werd over een motor die mogelijk 550 pk produceerde, al varieerde dit aantal zelfs tot zo'n 800 pk. Er werd gezegd dat de sterkste evolutie kon accelereren van 0 naar 100 km/u in net over 2 seconden, al hing dat af aan de afstelling van de versnellingsbak. Verbeterde remmen en ophangings componenten werden ook geïntroduceerd voor deze evolutie. Na de ban van Groep B stonden de meeste RS200 E2 modellen op stal, echter werden enkele van die ingezet in Rallycross kampioenschappen in Europa, in het tijdsverstek van 1987 tot en met 1992. In 1991 won de Noor Martin Schanche het Europees Rallycross kampioenschap in deze auto.
Ondanks de teleurstellende WK-campagne, wist de RS200 wel succes te brengen in nationale kampioenschappen, waaronder in Groot-Brittannië, België en Nederland.

## Overzicht

### Specificaties
| Carrosserie           | Merk: Ford Type: RS200 Aantal deuren: 3-deurs Materiaal: Plastic/Glasvezel |
| Afmetingen en gewicht | Wielbasis: 2530 mm Spoorbreedte: Voor \| 1502 mm - Achter \| 1497 mm Lengte: 4000 mm Breedte: 1752 mm Hoogte: Variabel Gewicht: 1050 kg |
| Motor                 | Fabrikant: Ford / Cosworth Type: Dubbele bovenliggende nokkenas, 4 kleppen per cilinder Positie: centraal Boring × slag: 86 mm × 77,6 mm Cilinderinhoud: 1803 cm³ Eenheidscilinderinhoud: 450,75 cm³ Kompressie verhouding: 7,2:1 Type van compressor: Garrett T3 turbocharger Versnellingsbak: 5 versnellingen Aandrijving: vierwielaandrijving (4WD) Max. vermogen: 450 pk Toeren per minuut (tpm): 8000 Max. koppel: 489 Nm 0/100 km/u: 2,1 s |

### Resultaten in WK
| Seizoen | Inschrijving  | Auto       | Rijders        | 1   | 2   | 3   | 4   | 5   | 6   | 7   | 8   | 9   | 10  | 11  | 12  | 13  | Pos | Punten |
| ------- | ------------- | ---------- | -------------- | --- | --- | --- | --- | --- | --- | --- | --- | --- | --- | --- | --- | --- | --- | ------ |
| 1986    | Ford Motor Co | Ford RS200 |                | MON | SWE | POR | KEN | FRA | GRE | NZL | ARG | FIN | CIV | ITA | GBR | USA | 5   | 24     |
| 1986    | Ford Motor Co | Ford RS200 | Stig Blomqvist |     | NF  | NF  |     |     | NF  |     |     |     |     |     | NF  |     | 5   | 24     |
| 1986    | Ford Motor Co | Ford RS200 | Kalle Grundel  |     | 3   | NF  |     |     | NF  |     |     |     |     |     | 5   |     | 5   | 24     |
| 1986    | Ford Motor Co | Ford RS200 | Joaquim Santos |     |     | NF  |     |     |     |     |     |     |     |     |     |     | 5   | 24     |
| 1986    | Ford Motor Co | Ford RS200 | Mark Lovell    |     |     |     |     |     |     |     |     |     |     |     | NF  |     | 5   | 24     |
| 1986    | Ford Motor Co | Ford RS200 | Stig Andervang |     |     |     |     |     |     |     |     |     |     |     | NF  |     | 5   | 24     |